# Kursk (schip, 1911)
De Kursk was een Deens stoomschip, gebouwd in 1911 bij Swan, Hunter & Wigham Richardson Ltd te Wallsend. Het schip was eigendom van Det Forenede Dampskibs Selskab (DFDS) uit Kopenhagen. Het schip was 124 meter lang.

## Scheepsramp
Op 26 augustus 1912 vertrok het schip uit Antwerpen voor een reis naar het Russische Sint Petersburg onder kapitein Johan Herman Wiencke. De lading bestond uit onder meer uit Baccaratkristal, ter waarde van 68.000 Deense kronen. Aan boord waren 20 bemanningsleden en 7 passagiers, waaronder de Belgische loods. In een zware storm vergaat het schip in de nacht van 26 op 27 augustus, ruim 10 mijl uit de Nederlandse kust bij Ouddorp.
Pas na enige dagen dringt de ramp door in de media. De loods keert niet terug naar Vlissingen en bij Brouwershaven en Ouddorp spoelen een sloep (1 september), reddingsgordels en wrakstukken, afkomstig van de Kursk aan. Door de OD-8 wordt een vat bijzonder glaswerk opgevist. Op 6 september spoelt bij Wissekerke op Noord-Beveland het lichaam aan van de Belgische loods L. Minnecree. Op dat moment wordt over 32 slachtoffers gesproken. Er worden lijken geborgen te IJmuiden en Vrouwenpolder

## Bijzondere lading
Duidelijk wordt dan dat het schip een bijzondere lading vervoerde naast het genoemde Baccarat-kristal, namelijk het Franse nationale geschenk voor Rusland ter herinnering aan de Slag bij Borodino, op dat moment bijna 100 jaar geleden. Het monument bestond uit twee blokken graniet, een van 14.400 kg en een van 19.800 kg. Ook de Franse beeldhouwer Besenrau was aan boord en kwam om bij de scheepsramp. Het monument was een acht meter hoge granieten piramide met bronzen adelaar. Het herdenkingsbeeld was bestemd voor de stad Borodino, waar tienduizenden Napoleontische en Russische soldaten het leven lieten. Vermoedelijk is het kolossale beeld gaan schuiven tijdens de storm, waardoor de Kursk naar de bodem verdween.

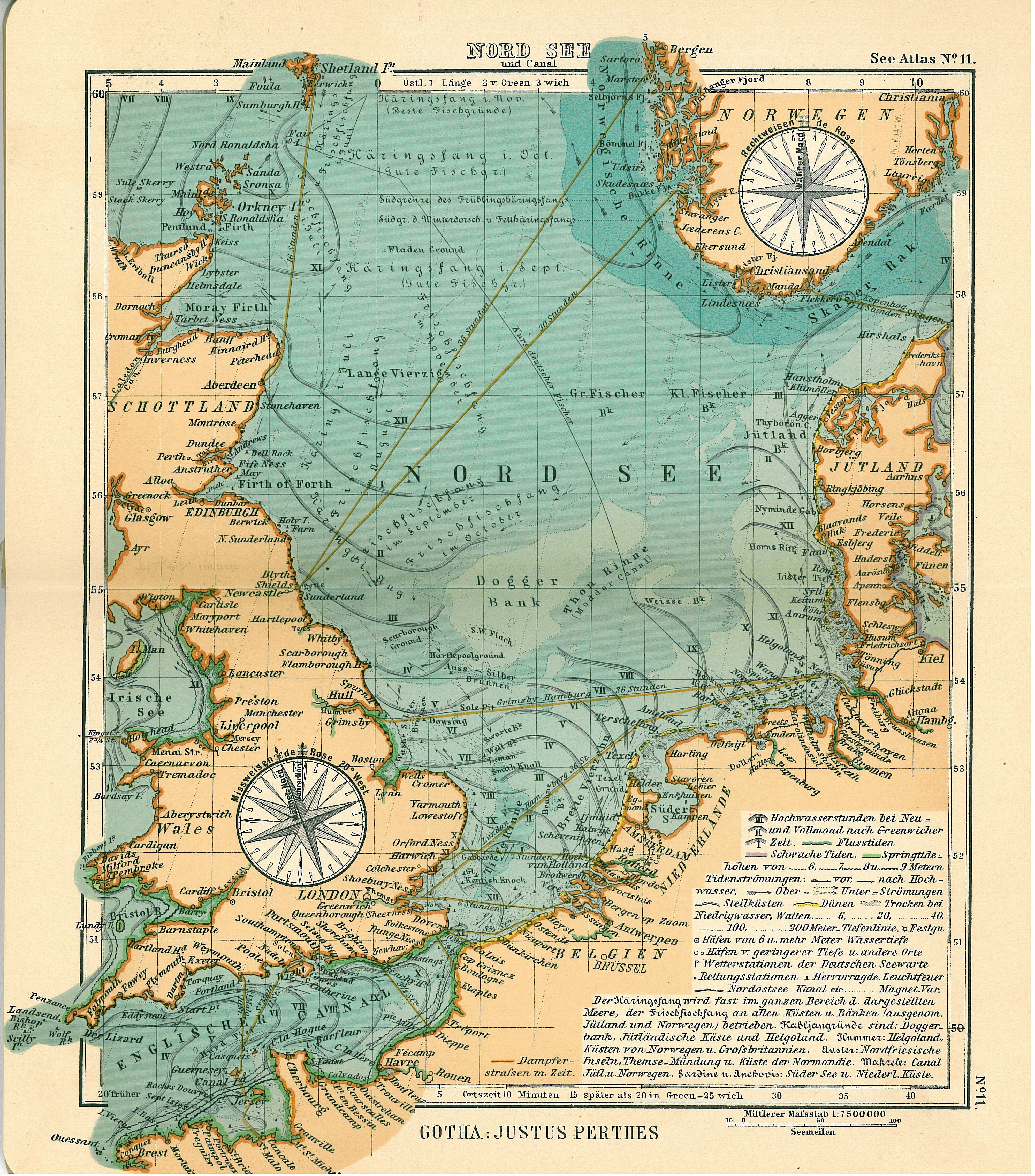
Noordzeekaart uit 1906

Verder was aan boord een aanzienlijke hoeveelheid Baccarat-kristal, een geschenk van de Franse regering aan Tsaar Nicolaas II. Baccarat-kristal speelt een speciale rol in de kunstgeschiedenis van Rusland. Voor de tsaar en zijn hof was Baccarat-kristal zeer kostbaar. Aangespoeld glaswerk te Brouwershaven bracht f 107,15 op, na aftrek van de onkosten was de opbrengst van het strandgoed f 24,60. Het schip was niet verzekerd bij Lloyd's Register.

## Vondst van het wrak
In november 2001 wordt door de Belgische krant Het Belang van Limburg gemeld dat Belgische duikers in de Noordzee op het wrak het wrak van de Kursk hebben gevonden. Het wrak ligt ter hoogte van Goeree op een diepte van 30 meter. De Franse en Russische autoriteiten toonden direct belangstelling in de wrakvondst, evenals DFDS Seaways. Ter plaatse wordt een bergingsverbod uitgevaardigd, hetwelk door de Nederlandse kustwacht wordt gehandhaafd. De Kursk is een populaire duikstek geworden en wordt onder duikers ook wel aangeduid als het kristalwrak.